# Sanctuaire du Cœur-de-Marie de Panama
Le sanctuaire du Cœur-de-Marie est une église située dans le quartier de Bella Vista (es) à Panama au Panama, que l’Église catholique rattache à l’archidiocèse de Panama,. Elle est administrée par les Clarétains.
L’église est souvent appelée « sanctuaire national », mais ne semble pas être reconnue par la Conférence épiscopale panaméenne comme un officiel sanctuaire national. Elle a en revanche le statut d’église paroissiale.